# Юкаменка
Юка́менка (Ю; рос. Юкаменка) — невелика річка в Юкаменському районі Удмуртії, Росія, ліва притока Лекми.
Бере початок на Красногорській височині, серед тайги. Протікає на північний схід, впадає до річки Лекма на території села Юкаменське. На річці створено декілька ставків, найбільші з них перед колишнім селом Останапієво та в нижній течії, при гирлі. Має декілька дрібних приток.
Ширина річки становить від 5 м у верхів'ях до 8 м у середній течії. Глибина становить 0,3 м, дно вкрите водоростями.
На річці розташовані села Антропиха, Дороніно та Усть-Лекма, через річку збудовано міст в селі Юкаменське.